# Rogers Cup 2006
Der Rogers Cup 2006 war ein Tennisturnier der WTA Tour 2006 für Damen in Montreal sowie ein Tennisturnier der ATP Tour 2006 für Herren in Toronto. Das Herrenturnier fand von 7. bis 13. August 2006 statt, das Damenturnier folgte in der Folgewoche.

## Herren
→ Hauptartikel: Rogers Cup 2006/Herren
→ Qualifikation: Rogers Cup 2006/Herren/Qualifikation

## Damen
→ Hauptartikel: Rogers Cup 2006/Damen
→ Qualifikation: Rogers Cup 2006/Damen/Qualifikation